# راشيل أبوت
راشيل أبوت (بالإنجليزية: Rachel Abbott)‏ (1952، مانشستر في المملكة المتحدة)؛ روائية بريطانية.